# 娥蘇拉·勒瑰恩
娥蘇拉・克魯伯・勒瑰恩（本姓克魯伯，1929年10月21日—2018年1月22日）是美國作家，以幻想文學作品聞名，包括其設定於瀚星宇宙的科幻小說系列，以及地海奇幻作品系列。她自1959年開始出版作品，文學生涯橫跨近60年，共創作超過20部小說及100多篇短篇小說，另有詩集、文學評論、翻譯作品及兒童書籍。儘管常被視為科幻小說作家，勒瑰恩亦被譽為「美國文學的重要聲音」，但她本人則更希望自己被稱為「美國小說家」。
勒瑰恩出生於美國加州柏克萊，母親是作家狄奧多拉·克魯伯，父親為人類學家阿弗烈·克魯伯。她取得法語碩士學位後，曾攻讀博士學程，但於1953年與歷史學家查爾斯・勒瑰恩（Charles Le Guin）結婚後決定中止學業。1950年代末期，她開始專職寫作，並憑藉《地海巫師》（1968年）與《黑暗的左手》（1969年）贏得評論界讚譽與市場上的成功，哈洛·卜倫更將這兩部作品譽為其代表作。她憑藉《黑暗的左手》成為首位同時獲得雨果獎與星雲獎最佳小說的女性作家。此後，她陸續創作更多設定於地海或伊庫盟的作品，亦曾撰寫虛構國度奧西尼亞的小說，並出版多本兒童書籍及選集。
勒瑰恩的創作深受文化人類學、道教、女性主義，以及卡爾·榮格著作的影響。她的作品中經常以人類學家或文化觀察者作為主角，並在多篇小說中融入道教所強調的平衡與和諧理念。她常顛覆傳統幻想文學作品的敘事模式，例如在地海系列中以深膚色的角色作為主角，打破既有刻板印象；她亦善用不尋常的風格或結構技巧，如1985年實驗性作品《永遠回家》便為其代表。她的小說經常探討社會與政治議題，涵蓋種族、性別、性向與成長歷程等主題。她也在多部作品中思索替代性的政治體制，例如1973年的哲理短篇小說〈離開歐麥拉的人〉，以及1974年描繪無政府主義烏托邦的小說《一無所有》。
勒瑰恩的作品在幻想文學領域具有極為深遠的影響力，並成為學界研究的重點對象。她榮獲無數獎項，包括8座雨果獎、6座星雲獎及多達25座軌跡獎最佳長篇小說。2003年，她成為美國科幻和奇幻作家協會授予大師獎榮銜的第二位女性。美國國會圖書館於2000年將她列為在世傳奇人物；2014年，她獲頒國家圖書基金會美國文學傑出貢獻獎章。她對眾多作家產生深遠影響，其中包括布克獎得主薩爾曼·魯西迪、大卫·米切尔、尼爾·蓋曼和伊恩·班克斯。2018年逝世後，評論家約翰·克魯特稱她「幾乎統領美國科幻文學長達半世紀」，而作家麥可·謝朋更盛讚她為「那一世代最偉大的美國作家」。

## 生平

### 幼年與求學期

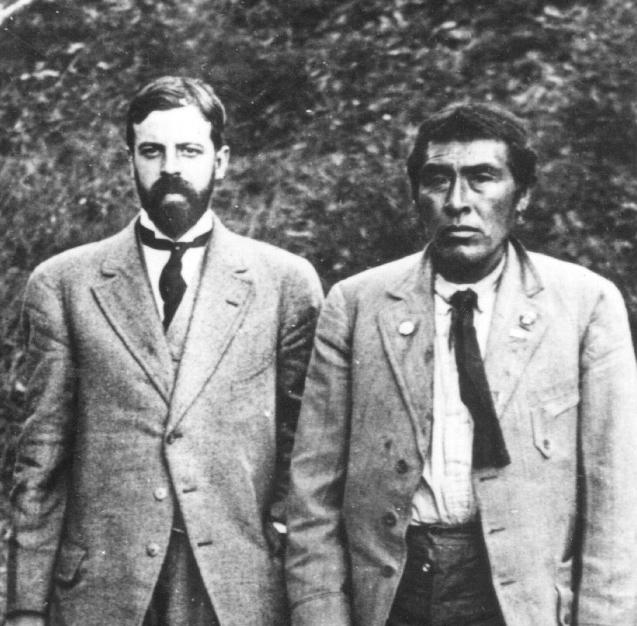
勒瑰恩的父親阿弗烈·克魯伯及最後一位雅納人人依喜（1911年）

娥蘇拉・克羅伯於1929年10月21日出生於美國加州柏克萊。她的父親阿弗烈·克魯伯是加州大學柏克萊分校的人類學家。勒瑰恩的母親狄奧多拉·克魯伯擁有心理學碩士學位，但在60歲後轉而投身寫作，並開展了頗為成功的作家生涯。她的代表作之一為1961年出版的Ishi in Two Worlds，是一本關於依喜的傳記。 依喜是一位美洲原住民，曾由狄奧多拉·克魯伯進行研究。他被認為是雅喜部落的最後一名成員，該族群其餘成員已全數死亡，或大多遭白人殖民者殺害。
勒瑰恩有三位兄長：卡爾（日後成為文學家）、西奧多（Theodore）與克利夫頓（Clifton）。克羅伯家族藏書豐富，4名孩子自幼即培養出濃厚的閱讀興趣。家中經常有訪客造訪，其中不乏知名學者，例如羅伯特·歐本海默；勒瑰恩後來即以他為原型，創造出《一無所有》中的物理學家主角薛維克（Shevek）。家庭生活方面，克羅伯一家學年期間住在柏克萊，暑假則搬至納帕谷的夏季別墅居住。
勒瑰恩的閱讀涉獵科幻與奇幻作品，她與手足常常閱讀《非凡刺激故事》與《模擬科幻小說與事實》等雜誌。她特別熱愛神話與傳說，尤其是北歐神話，以及父親經常講述的美洲原住民故事。她喜歡的作家還包括鄧薩尼勳爵和劉易斯·帕吉特。勒瑰恩自小便對寫作展現出濃厚興趣，9歲時就寫出一篇短篇小說，並在11歲那年首次將作品投稿至《模擬科幻小說與事實》，但作品遭到退稿，此後她10年間並未再次投稿。
勒瑰恩就讀於柏克萊高中。1951年，她自哈佛大學拉德克利夫學院畢業，主修文藝復興時期的法國與義大利文學，並獲得文學學士學位，同時加入了斐·貝塔·卡帕榮譽學會。童年時，她曾對生物學與詩歌懷有興趣，但因數學上的困難而限制了她的職涯發展方向。勒瑰恩之後進入哥倫比亞大學攻讀研究所，並於1952年取得法文文學碩士學位。不久後，她展開博士學位課程，並於1953至1954年間獲得傅爾布萊特計畫獎學金，赴法國進一步深造。

### 婚姻與逝世
1953年，娥蘇拉在搭乘瑪麗皇后號郵輪前往法國途中，結識了歷史學家查爾斯·勒瑰恩，兩人於同年12月在巴黎結為連理。娥蘇拉曾說，這段婚姻代表了她「博士學業的終結」。當時查爾斯正在喬治亞州埃默里大學攻讀博士學位，後來轉至愛達荷大學完成學業。在此期間，勒瑰恩曾擔任法語講師，先在莫瑟爾大學教書，搬遷後轉至愛達荷大學。此外，她也曾擔任秘書，直到1957年長女伊麗莎白（Elisabeth）出生為止。次女卡羅琳（Caroline）於1959年出生。同年，查爾斯獲聘為波特蘭州立大學歷史講師，夫妻倆遷居俄勒岡州波特蘭，1964年三子西奧多（Theodore）在當地誕生。此後，他們一家人便定居波特蘭。儘管如此，勒瑰恩分別於1968年與1975年再度獲得傅爾布萊特計畫獎學金，前往倫敦進修。
勒瑰恩自1950年代末開始其寫作生涯，但因育兒關係，使她的創作時間受到限制。儘管如此，她仍持續筆耕近60年。除了作家身分，她也從事編輯工作，並教授大學課程。除了撰寫文學評論，她還擔任與《科幻小說研究》期刊的編輯委員會成員。她曾在杜蘭大學、本寧頓學院與史丹佛大學等高等學府授課。
勒瑰恩於2018年1月22日在波特蘭的住家辭世，享壽88歲。她的兒子表示，母親在過去數個月身體狀況不佳，推測可能死於心臟病發。家人隨後在波特蘭舉行私人追思會。2018年6月13日，波特蘭舉行了一場公開追思典禮，由作家瑪格麗特·愛特伍、莫莉·格羅斯與瓦莉達·伊馬里沙等人發表悼詞，向她致敬。

### 觀點與倡議
1977年，勒瑰恩拒絕接受她的短篇小說〈玫瑰日記〉所獲的星雲獎，以抗議美國科幻和奇幻作家協會撤銷史丹尼斯瓦夫·賴的會員資格。勒瑰恩指出，此舉源於賴對美國科幻的批評，以及他選擇居住於東方集團的立場。她表示，對於要從一個剛剛展現政治偏狹的團體手中接受一座表現政治偏狹主題作品的獎項，實在令人猶豫。
勒瑰恩曾形容自己「從小就像野兔一樣在無宗教信仰的環境中長大」。她對道教和佛教深感興趣，並表示道教在她青春期時提供了一種「理解人生的方式」。1997年，她出版了自己翻譯的《道德經》。
2009年12月，勒瑰恩為抗議美國作家協會支持Google的圖書數位化計畫，毅然退出該組織。她在退出信中寫道：「你們選擇與魔鬼做交易。」她直言，這當中牽涉到許多原則，尤其是著作權的核心理念，而協會卻「在毫無抗爭的情況下，依照企業的條件，將這些原則拱手讓人。」2014年，她在美國國家圖書獎頒獎典禮上的演說中，抨擊亞馬遜公司對出版產業的操控，特別點名該公司在與樺榭圖書集團爭議期間對電子書出版的手段。這場演說在美國內外引發廣泛關注，並由全國公共廣播電台兩度播出。

## 寫作編年史

### 早期作品
勒瑰恩首度發表的作品是一首詩，〈來自蒙塔尼亞省的民歌〉（Folksong from the Montayna Province），刊登於1959年，而她的第一篇短篇小說〈致音樂〉（An die Musik）則於1961年問世；這兩篇作品皆設定於她所虛構的國度奧西尼亞。1951年至1961年間，她還創作了5部同樣以奧西尼亞為背景的小說，但都因內容被認為過於晦澀而遭出版商婉拒。她那一時期創作的一些詩作，後於1975年集結成詩集出版。在歷經多次退稿後，勒瑰恩開始將創作重心轉向科幻小說，因為她意識到這類作品在市場上更容易被接受。她第一篇正式進入職業出版領域的作品，是1962年刊登於Fantastic Science Fiction的短篇〈四月在巴黎〉（April in Paris）。隨後幾年間，她又陸續在與《驚奇故事》發表了7篇短篇小說。其中包括〈安吉亞爾的嫁妝〉，這是她虛構的瀚星世界首次登場的作品；而〈名字的法則〉與〈解咒之語〉則標誌著地海世界的誕生。這些早期作品在當時多未受到文學評論界的廣泛關注。
1966年，Ace Books出版了勒瑰恩的第一部長篇小說《羅卡農的世界》。隨後，《流放星球》與《幻象之城》於1966年與1967年接續出版，三部作品後來合稱為「瀚星三部曲」（Hainish Trilogy）。前兩部作品分別以的形式發行——即兩部小說合併裝訂成一本平價平裝書販售；而《幻象之城》則單獨成冊出版，顯示勒瑰恩的知名度日漸提升。這些小說相較她早期的短篇，獲得更多評論界注意，多家科幻雜誌曾為之撰文評論，儘管整體反響仍較為平淡。這些作品已初步展現出她日後經典作品中常見的主題與思想，包括主人公歷經外在旅程與內在自我探索的「原型旅程」、文化交流與溝通、自我認同的追尋，以及對立力量的調和等。
1968年，勒瑰恩的短篇小說〈九命人〉（Nine Lives）於《花花公子》雜誌發表，該雜誌曾詢問她是否能以不使用全名的方式刊登作品，她同意了，因此該篇小說署名為。她後來回憶說，這是她唯一一次在出版界因性別身分遭遇歧視。她感嘆：「這件事當時看起來荒謬又怪異，以至於我沒意識到它其實具有深遠意義。」在後來的版本中，這篇作品皆以她的全名重新刊出。

### 受到評論關注
勒瑰恩接下來的兩部作品，為她贏得了突如其來且廣泛的評論界讚譽。1968年出版的《地海巫師》是一部奇幻小說，原先是為青少年讀者而寫。雖然勒瑰恩並未計畫投入青少年文學創作，但在編輯的邀請下，著手撰寫這部小說，該編輯認為這一市場潛力極大。這是一部以虛構群島「地海」為背景的成長小說，在美國與英國皆受到熱烈好評。

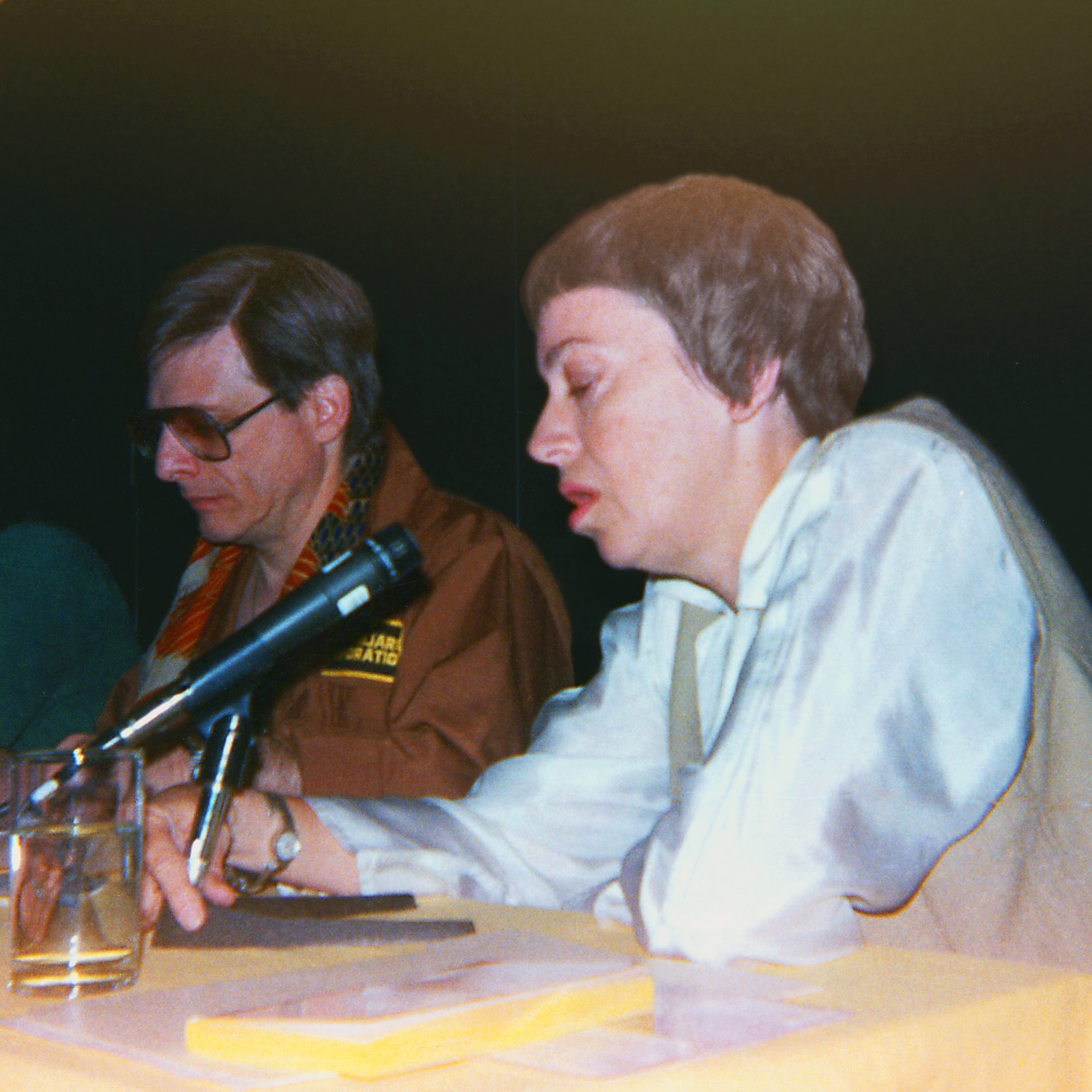
1984年於波特蘭Westercon大會的勒瑰恩

勒瑰恩之後的小說《黑暗的左手》屬於她的「瀚星宇宙」系列，設定在一個人類不具固定性別的虛構星球，藉此探討性別與性取向等議題。這是她首度在作品中觸及女性主義議題。據學者唐娜·懷特（Donna White）所述，該書「震撼了整個科幻評論界」，並一舉奪得雨果獎與星雲獎最佳長篇小說，使勒瑰恩成為首位同時獲得這兩項榮譽的女性作家，並贏得其他多項肯定。《地海巫師》與《黑暗的左手》被評論家哈洛·卜倫稱為勒瑰恩的巔峰之作。1973年，她又以《森林即世界之語》再次榮獲雨果獎。這部作品反映出她對越南戰爭的憤怒，深入探討殖民主義與軍國主義等主題。她後來坦言，這是她在虛構寫作中「最直接的政治表態」。
勒瑰恩在地海系列的續作中——1971年的《地海古墓》與1972年的《地海彼岸》——持續深化她對「平衡」與「成長歷程」主題的探索。這兩本小說皆因其文筆精緻而廣受好評，尤其是《地海彼岸》對「死亡」議題的深入描寫，更獲得評論界高度肯定。1974年，她以小說《一無所有》再度同時榮獲雨果獎與星雲獎最佳小說獎，成為首位憑兩部作品各自奪下此雙重殊榮的作家。該書同樣設定於「瀚星宇宙」，並探討無政府主義與烏托邦思想。學者夏洛特·斯皮瓦克（Charlotte Spivack）指出，此作標誌著勒瑰恩的科幻小說開始轉向政治理念的深入剖析。她此時期創作的多篇推想小說短篇，包括其處女作，皆於1975年收入短篇集《風的十二方位》。自1966至1974年間的小說創作——其中包括《天鈞》、獲得雨果獎的〈離開奧梅拉斯的人們〉以及獲得星雲獎的〈革命前夕〉——共同構成了勒瑰恩最為人熟知且廣為傳頌的作品時期。

### 廣泛探索
勒瑰恩在1970年代後期發表了多元類型的作品。其中包括長篇推想小說《蒼鷺之眼》，她本人曾表示該書可能屬於「瀚星宇宙」的一部分。她也出版了寫實風格的青少年小說《遠離一切的所在》，以及分別於1976年與1979年推出的《奧辛尼亞故事集》與長篇小說《馬拉芙雷納》。這兩部作品雖皆以虛構國度奧辛尼亞（Orsinia）為背景，但風格屬於寫實文學，而非奇幻或科幻。此外，勒瑰恩於1979年發表散文集《夜之語言》，而詩集《野天使》（Wild Angels）則於1975年問世。
從1979年出版《馬拉芙雷納》至1994年短篇集《內陸海的漁夫》問世之間，勒瑰恩的創作重心主要轉向年輕讀者。1985年，她推出實驗性質濃厚的作品《永遠回家》。在這段期間內，她創作了11本兒童繪本，包括深受歡迎的《貓翼》系列，並於1980年發表青少年奇幻小說《初始之地》。此外，她還出版了4本詩集，皆受到好評。1990年，勒瑰恩重返地海世界，推出新作《地海孤雛》。該書距離前作《地海彼岸》已有18年，而此期間她的思想與觀點歷經重大轉變，令《地海孤雛》相較系列早期作品更為沉鬱，並挑戰了部分原有理念。該書廣受評論界讚譽，並讓她第三度獲得星雲獎最佳長篇小說，也促使地海系列被重新定位為成人文學作品之一。

### 晚期創作
在經歷長時間的創作間歇期後，勒瑰恩於1990年以短篇小說〈蕭比的故事〉重返「瀚星宇宙」系列。隨後，她於1995年發表〈卡爾海德的成年禮〉，該作設定於《黑暗的左手》中的星球，聚焦於人類成長與性別意識的議題。學者桑德拉·林多夫（Sandra Lindow）形容這篇作品「在性議題上大膽越界、在道德層面上極具勇氣」，並認為勒瑰恩不可能在1960年代創作出這樣的文字。同年，她推出故事組合《四種寬恕之道》，並於1999年發表第5篇相關短篇〈舊樂與奴隸婦人〉。這5部作品皆描繪奴隸社會中對自由與反抗的多元探索。2000年，勒瑰恩發表了她最後一部「瀚星宇宙」長篇小說《傳述》。翌年，她推出《地海故事集》與《地海奇風》，作為地海系列的最終章。其中《地海奇風》於2002年榮獲世界奇幻獎最佳小說。
自2002年起，勒瑰恩陸續出版多部作品集與選集。當年，她將1994至2002年間的短篇小說集結成《世界誕生之日：諸物語》，其中亦收錄中篇小說《失樂園》。該作品集探討了非典型的性別觀與無政府主義等議題。其他出版作品還包括同年問世的短篇集《轉機》，以及之後推出的選集《虛實之間》（The Unreal and the Real，2012年）與《瀚星小說與故事集》（The Hainish Novels and Stories）。後者由美國圖書館出版，收錄「瀚星宇宙」相關作品，為兩冊精裝版本。
此時期勒瑰恩的其他重要作品包括2008年出版的《拉維妮亞》，靈感取自維吉爾史詩《埃涅阿斯紀》中的角色；以及《西岸三部曲》：《天賦之子》（2004年）、《沉默之聲》（2006年）與《覺醒之力》（2007年）。雖然該系列為青少年文學，第三部《覺醒之力》仍於2009年榮獲星雲獎最佳小說。勒瑰恩晚年漸漸淡出虛構創作，轉而專注於散文、詩作與部分翻譯工作。她生前最後的出版品包括兩本散文集《夢境自有其解釋》（Dreams Must Explain Themselves）與《娥蘇拉・勒瑰恩：寫作對話錄》（Ursula K Le Guin: Conversations on Writing），以及詩集《至此為止：2014—2018最後詩作》（So Far So Good: Final Poems 2014–2018），皆於她辭世後出版。

## 風格與影響

### 影響
勒瑰恩年輕時廣泛閱讀經典文學與推想小說。她後來曾說，早期的科幻小說對她影響不大，直到她讀到狄奧多·史特金和考德懷納·史密斯的作品，才真正受到啟發；她更坦言自己童年時對這類作品還抱有輕蔑態度。她認為影響自己最深的作家包括維克多·雨果、威廉·華茲渥斯、查爾斯·狄更斯、鮑里斯·巴斯特納克，以及菲利普·狄克。雖與狄克就讀同一所高中，兩人卻素未謀面；她後來曾表示，小說《天鈞》正是獻給狄克的致敬之作。勒瑰恩也自認在寫作風格上深受J·R·R·托爾金與列夫·托爾斯泰影響，並表示她更偏好閱讀維吉尼亞·吳爾芙與荷黑·路易斯·波赫士，而非羅伯特·海萊恩等主流科幻作家。她曾批評海萊恩的作品屬於「白人征服宇宙」的典型。多位學者也指出，勒瑰恩從小便熱愛閱讀的神話故事，在她作品中有明顯痕跡。例如短篇〈安吉亞爾的嫁妝〉就被視為對北歐神話的重述。
文化人類學對勒瑰恩的寫作具有深刻影響。她的父親阿弗烈·克魯伯是該領域的先驅之一，曾任加州大學人類學博物館館長。受父親研究工作的薰陶，勒瑰恩自幼便浸潤於人類學與文化觀察之中。除了神話與傳說，她童年還閱讀了伊莉莎白・葛洛芙・弗雷澤所著的兒童讀物《金葉：來自金枝的故事》（The Leaves of the Golden Bough），這是一本改寫自其夫詹姆斯・喬治・弗雷澤經典著作《金枝》，該書探討神話與宗教的起源與結構。勒瑰恩曾表示，與父親的友人們一同生活，使她從小便體驗「他者」的存在，尤其是依喜的生命經歷對她產生深遠影響，其故事背景與精神被認為滲入她的作品，如《流放星球》、《幻象之城》、《森林即世界之語》與《一無所有》等。
多位學者認為，勒瑰恩的創作深受卡爾·榮格思想影響，尤其是榮格原型的概念。其中，《地海巫師》中的「影子」被廣泛視為「陰影原型」的具象表現——象徵主角格得的驕傲、恐懼與對權力的渴望。勒瑰恩曾在1974年的演講中，闡述她對這一原型的理解，以及她對心靈深處黑暗與被壓抑面向的關注。有趣的是，她亦曾表示，在撰寫地海初期作品時，尚未讀過榮格的著作。此外，包括「母親」、「男性意象」與「女性意象」等原型，也在她的小說中屢見不鮮。而出現在多部「瀚星宇宙」小說中的星球森林，則被視為對人類心靈的象徵隱喻，亦可解讀為榮格所謂「集體潛意識」的具象化。
道家哲學是勒瑰恩世界觀的重要核心，其思想影響在她眾多作品中可見一斑。她筆下許多主角，包括《天鈞》中的人物，都體現了「無為而治」的道家理想。在「瀚星宇宙」中的人類學家，始終努力不干預所接觸的異文化；而在《地海巫師》中，格得所學到的首要課題之一便是：除非必要，魔法不應輕易動用。道家的影響亦深刻體現在地海世界的「平衡」概念中：這片群島建立於極為脆弱的和諧之上，而在系列前三部小說中，這樣的平衡皆因特定人物的行動而遭到破壞。這種平衡涵蓋陸與海的共生（亦體現在「地海」一詞中）、人與自然的調和，以及更宏觀的宇宙秩序，由巫師負責維持。道家思想中的另一重要觀點——對立之間的調和——例如光與暗、善與惡，在她的作品中也屢見不鮮。多部「瀚星宇宙」小說，特別是《一無所有》，便深入探討了這類調和歷程。而在地海系列中，被視為「邪惡」的並非黑暗本身，而是人們對生命平衡的誤解——這與西方傳統敘事中善惡對立、衝突不休的觀點大異其趣。

### 文類與風格
儘管勒瑰恩以推想小說聞名於世，她同時也涉獵寫實小說、非虛構散文、詩作與多種文學形式，因而其作品難以被簡單歸入單一類型。她的創作不僅受到主流文學評論界關注，也受到兒童文學與推想小說評論者的重視。勒瑰恩曾坦言，她更希望自己被稱為「一位美國小說家」。由於她經常跨越傳統文類界線，導致對其作品的文學評論出現「巴爾幹化」現象，尤其在兒童文學與科幻研究領域之間分歧明顯。有評論者指出，地海系列之所以獲得較少的評論關注，正是因為它長期被視為兒童文學。勒瑰恩對此分類感到不滿，並尖銳批評這種做法是「成人沙文主義式的蠻橫態度」。1976年，文學評論家喬治·施萊瑟就曾批評，將地海系列原作歸為「兒童文學」的出版分類是種荒謬的做法。而評論者芭芭拉·巴克納爾（Barbara Bucknall）則指出，勒瑰恩的作品如同托爾金一樣，不論是十歲兒童還是成年人皆能閱讀，因為這些故事觸及的是人生各階段都會面對的普遍問題，因而歷久彌新、不受年齡限制。
勒瑰恩的多部作品，其創作設定取材自社會學、心理學或哲學，因此她的作品常被歸類為「軟科幻」，並被譽為這一子類的「守護神」。然而，一些科幻作家對「軟科幻」這一稱法表達異議，認為該詞往往帶有貶義，用以貶抑那些不以物理、天文或工程為主題的作品，並排除女性或其他在科幻領域代表性不足的群體。勒瑰恩曾主張，她的一些作品更適合稱為「社會科幻」，同時指出她許多故事根本無需歸類為科幻小說。她認為「軟科幻」一詞具有分裂性，並反映出對科幻定義的狹隘與偏見。
人類學對勒瑰恩的創作設定有著深遠影響。她多部小說中的主角皆為探索異文化的民族學家或人類學者，這一特徵在「瀚星宇宙」系列中尤為明顯。該系列設定於一個虛構世界中，人類並非起源於地球，而是來自「瀚星」。瀚星人曾殖民多個星球，後來失去聯繫，這使得各星球各自發展出多樣但彼此相關的生物與社會結構。如《羅卡農的世界》中的羅卡農、《黑暗的左手》中的真力·艾等皆為此類角色；另如《一無所有》中的薛維克，雖非專業人類學者，卻在異星旅途中成為文化觀察者。勒瑰恩的作品經常描繪異星人類文化，特別著眼於「瀚星宇宙」中地球以外的社會。在探索這些「他者」世界的同時，主角們——也包括透過他們視角閱讀的讀者——亦踏上了一場對自我與他者概念的深層探索與質疑之旅。
勒瑰恩多部作品在風格與結構上展現出非典型甚至帶有顛覆性的特質。《黑暗的左手》採用的異質性敘事結構，被評論界形容為「明顯帶有後現代色彩」，在出版當時相當罕見，與當時主流由男性作者主導的傳統科幻小說——結構線性、敘事直接——形成強烈對比。該書設計為主角真力·艾於格森星球旅居後，所提交給伊庫盟的報告，敘述內容由艾自行選編，包含第一人稱敘述、日記節錄、當地神話及民族誌報告等，展現出多重視角與敘事層次。《地海》系列亦採用非傳統敘述技法。學者邁克爾·卡登（Mike Cadden）指出，作品使用所謂「自由間接敘述」（free indirect discourse）風格，即敘述者未與主角情感劃清界線，使敘事帶有同理性，消除了對角色思想情感的批判距離。卡登認為，這種手法能使年輕讀者更自然地與角色產生情感連結，是極具效力的青少年文學敘事策略。
勒瑰恩包括《地海》在內的多部作品，挑戰了史詩奇幻與神話敘事的既有框架。《地海》系列的主角多為深膚色人物，與傳統奇幻文學中多數為白人英雄的設定形成鮮明對比；部分反派角色反而為白人，這種角色與種族間的對調，也曾引起多位評論者關注與討論。在2001年的一次訪談中，勒瑰恩表示，她作品封面經常沒有繪製主角形象，正是因為她選擇非白人為主角的緣故。她說：「世界上大多數人都不是白人，那為什麼我們要預設未來的人會是（白人）？」她於 1985 年出版的作品《永遠歸來》被視為「她的重要創作實驗」。書中除了一段由年輕主角敘述的故事外，還穿插詩作、植物與動物的素描、神話故事，以及關於「Kesh人」這個虛構母系社會的民族誌報告。故事背景設定在全球大洪水之後的納帕山谷。

## 作品

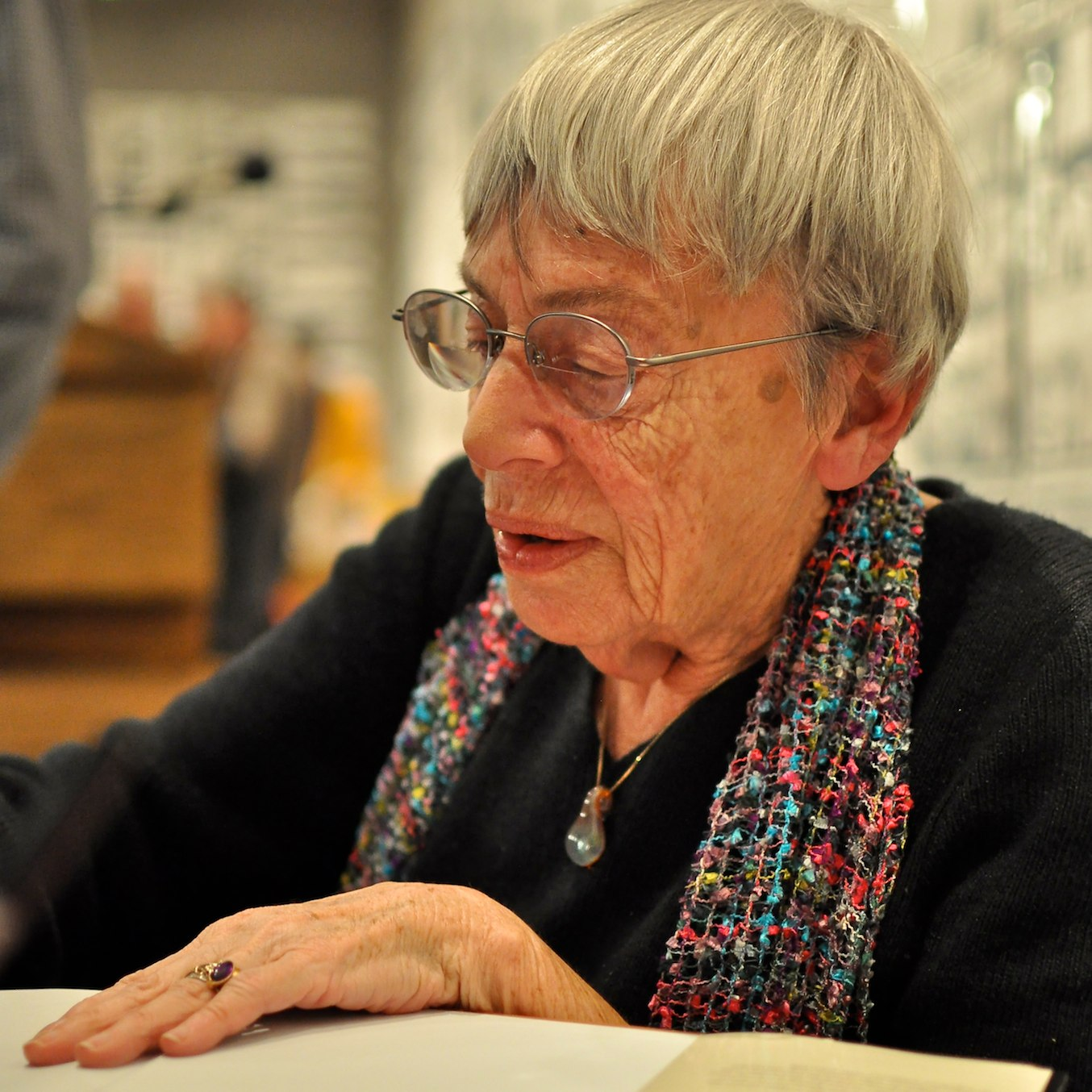
2013年，勒瑰恩進行簽書活動

勒瑰恩的職業寫作生涯橫跨近60年，自1959年開始，直至2018年她辭世為止。期間，她共創作超過20部長篇小說、100多篇短篇小說、10餘本詩集、5部翻譯作品，及13本兒童書籍。她的創作橫跨推想小說、寫實文學、非虛構作品、劇本、歌劇劇本、散文、詩作、演講稿、翻譯、文學評論、小冊子與兒童文學等多元形式。她的首部出版作品是1959年的詩作〈來自蒙塔尼亞省的民謠〉（""），首篇發表的短篇小說〈致音樂〉（""）則於1961年問世；1962年，她發表短篇〈四月在巴黎〉（""），成為其進入職業出版領域的起點；而她的第一部出版長篇小說《羅卡農的世界》（Rocannon's World）則由Ace Books於1966年發行。她最後出版的作品包括兩本非虛構散文集：《夢境自有其解釋》（Dreams Must Explain Themselves）與《烏蘇拉・勒瑰恩：寫作對話錄》（Ursula K Le Guin: Conversations on Writing），皆於她辭世後問世。她最廣為人知的作品，則包括《地海》六部曲以及多部「瀚星宇宙」系列小說。

## 外部連結
- Ursula K. Le Guin's Web Site（页面存档备份，存于） — 娥蘇拉·勒瑰恩個人網站（英語）
- 娥蘇拉·勒瑰恩在豆瓣上的资料（简体中文）